# Туркменой
Туркменой — нефтегазовое месторождение в Казахстане. Расположено в Мангыстауской области. Открыто в 1969 году.
Плотность нефти составляет 0,855 г/см³ или 34° API. Нефть малосернистая 0,3 %, высокопарафинистая 28 %.
Нефтегазоносность связана с отложениями юрского возраста. Начальные запасы нефти 30 млн тонн.
Оператором месторождения является румынская нефтяная компания Petrom.